# Venezillo dumorum
Venezillo dumorum là một loài chân đều trong họ Armadillidae. Loài này được Dollfus miêu tả khoa học năm 1896.